# Incidente de 26 de fevereiro
O Incidente de 26 de fevereiro (二・二六事件, Niniroku Jiken), também conhecido como Incidente 2-26, foi uma tentativa de golpe de Estado no Japão em 26 de fevereiro de 1936. Foi organizada por um grupo de jovens oficiais do Exército Imperial Japonês, com o objetivo de expurgar seus rivais e facções ideológicas oponentes da liderança do governo e das forças armadas.
Embora os rebeldes conseguissem assassinar várias altas autoridades (incluindo dois ex-primeiros-ministros) e ocupar o centro do governo de Tóquio, não conseguiram assassinar o primeiro-ministro Keisuke Okada ou garantir o controle do Palácio Imperial. Seus partidários no exército fizeram tentativas para tirar partido de suas ações, mas as divisões entre os militares, combinada com a raiva imperial no golpe, demonstrou que não seriam capazes de conseguir uma mudança de governo. Diante da esmagadora oposição, visto que o exército moveu-se contra eles, os rebeldes se renderam em 29 de fevereiro.
Ao contrário de exemplos anteriores de violência política por jovens oficiais, a tentativa de golpe teve consequências graves. Após uma série de julgamentos fechados, 19 dos líderes da revolta foram executados por motim e outros 40 presos. A facção radical Kōdōha perdeu sua influência dentro do exército, o período de "governo pelo assassinato" chegou ao fim e os militares aumentaram seu controle sobre o governo civil.